# الگوما استیل
الگوما استیل (انگلیسی: Algoma Steel) شرکت فولاد کانادایی است، که در سال ۱۹۰۲ تأسیس شد.